# Catherine Lacey
Catherine Lacey est une actrice britannique, née le 6 mai 1904 à Londres (Angleterre), où elle est morte le 23 septembre 1979.

## Biographie
Durant sa carrière, Catherine Lacey est surtout active au théâtre, jouant principalement en Angleterre, à partir de 1924, notamment dans des pièces de William Shakespeare. En outre, elle joue deux fois à Broadway (New York), en 1931 puis en 1955-1956.  Parmi ses partenaires sur scène, citons Adrienne Corri, Esmond Knight, Leo McKern, Helen Mirren, Michael Redgrave et Ian Richardson.
Accaparée par le théâtre, elle apparaît peu au cinéma, participant à seulement vingt-trois films britanniques, entre 1938 et 1970. Son premier film, l'un de ses plus connus, est Une femme disparaît d'Alfred Hitchcock, où elle interprète le rôle de la fausse religieuse. Et en 1960, elle tourne son unique film américain, également bien connu, Drame dans un miroir.
Catherine Lacey contribue aussi, pour la télévision, à sept téléfilms et à vingt-quatre séries, dévolus principalement au théâtre, dès 1938 (avec une pièce téléfilmée) et jusqu'en 1973.

## Théâtre (sélection)
Pièces jouées à Londres, sauf mention contraire
- 1924-1925 : The Thirteenth Chair de Bayard Veiller
- 1931 : The Venetian de Clifford Bax (à Broadway)
- 1931-1932 : Fire d'Ernita Lascelles, avec Francis L. Sullivan
- 1935 : Le Marchand de Venise (The Merchant of Venice) de William Shakespeare (à Stratford-upon-Avon)
- 1935-1936 : Le Roi Lear (King Lear) de William Shakespeare
- 1936 : Waste d'Harley Granville Barker, avec Felix Aylmer, Harcourt Williams
- 1937 : The Unquiet City de Jean-Jacques Bernard
- 1938 : Marco Millions d'Eugene O'Neill ; Virage dangereux (Dangerous Corner) de John Boynton Priestley
- 1938-1939 : After the Dance de Terence Rattigan
- 1939 : La Commandante Barbara (Major Barbara) de George Bernard Shaw, avec Milton Rosmer
- 1939-1940 : Music at Night de John Boynton Priestley, avec Milton Rosmer
- 1940-1941 : Tout est bien qui finit bien (All's Well that Ends Well) de William Shakespeare, avec Peter Glenville
- 1944-1945 : Jane Clegg de St. John Ervine
- 1947-1948 : Hamlet de William Shakespeare, avec Allan Cuthbertson
- 1947-1948  : Un mari idéal (An Ideal Husband) d'Oscar Wilde ; Hedda Gabler d'Henrik Ibsen ; Hamlet et Othello ou le Maure de Venise (Othello, the Moor of Venice) de William Shakespeare ; The Apple Orchard de Leonid Leonov, avec Allan Cuthbertson ; La Seconde Madame Tanqueray (The Second Mrs. Tanqueray) d'Arthur Wing Pinero ; The Linden Tree de John Boynton Priestley ; You never can tell de George Bernard Shaw ; Les Grandes Espérances (Great Expectations), adaptation d'Alec Guinness, d'après le roman éponyme de Charles Dickens ; Rain on the Just de Peter Watling (à Bristol - saison)
- 1948 : The Linden Tree de John Boynton Priestley (à Belfast)
- 1948-1949 : The Late Edwina Black de William Dinner
- 1950 : Queen Elizabeth d'Hugh Ross Williamson
- 1950-1951 : Électre (Electra) de Sophocle, avec Leo McKern, Lee Montague
- 1951-1952 : The Day's Mischief de Lesley Storm
- 1952-1953 : Pagan in the Parlour de Franklin Lacey, mise en scène de James Whale, avec Joss Ackland, Moyna MacGill (à Bath)
- 1955-1956 : La guerre de Troie n'aura pas lieu (Tiger at the Gates), adaptation de Christopher Fry, musique de scène de Lennox Berkeley, avec Michael Redgrave, Diane Cilento, John Laurie, Nehemiah Persoff (à Broadway)
- 1956 : Électre (Electra) de Jean Giraudoux (à Oxford)
- 1958-1959 : Marie Stuart (Mary Stuart) de Friedrich von Schiller
- 1961 : L'Orestie (The Orestia) d'Eschyle
- 1962 : L'Alchimiste (The Alchemist) de Ben Jonson ; Othello ou le Maure de Venise (Othello, the Moor of Venice) de William Shakespeare ; Peer Gynt d'Henrik Ibsen, adaptation de Michael Meyer (saison, avec Adrienne Corri, Vernon Dobtcheff, Esmond Knight, Wilfrid Lawson, Leo McKern, Lee Montague)
- 1967 : Coriolan (Coriolanus) de William Shakespeare, avec Helen Mirren, Ian Richardson ; Macbeth, avec Ian Richardson (à Stratford-upon-Avon)
- 1968 : Tout est bien qui finit bien (All's Well that Ends Well) de William Shakespeare, avec Helen Mirren, Ian Richardson

## Filmographie partielle

### Au cinéma
- 1938 : Une femme disparaît (The Lady Vanishes) d'Alfred Hitchcock
- 1941 : Cottage à louer (Cottage to Let) d'Anthony Asquith
- 1945 : Je sais où je vais (« I know where I'm going ! ») de Michael Powell et Emeric Pressburger
- 1947 : L'Homme d'octobre (The October Man) de Roy Ward Baker
- 1947 : La Licorne blanche (The White Unicorn) de Bernard Knowles
- 1949 : Whisky à gogo ! (Whisky Galore !) d'Alexander Mackendrick
- 1957 : Flammes dans le ciel (The Man in the Sky) de Charles Crichton
- 1960 : Drame dans un miroir (Crack in the Mirror) de Richard Fleischer
- 1961 : Le Spectre du chat (Shadow of the Cat) de John Gilling
- 1963 : The Servant de Joseph Losey
- 1967 : Dans les griffes de la momie (The Mummy's Shroud) de John Gilling
- 1967 : La Créature invisible (The Sorcerers) de Michael Reeves
- 1970 : La Vie privée de Sherlock Holmes (The Private Life of Sherlock Holmes) de Billy Wilder

### À la télévision
- 1971 : Du cidre avec Rosy (Cider with Rosy), téléfilm de Claude Whatham